# Église de la Transfiguration de Dobrica
Pour les articles homonymes, voir Église de la Transfiguration.
L'église de la Transfiguration de Dobrica (en serbe cyrillique : Црква Светог Преображења у Добрици ; en serbe latin : Crkva Svetog Preobraženja u Dobrici) est une église orthodoxe serbe située à Dobrica, dans la province autonome de Voïvodine, dans la municipalité d'Alibunar et dans le district du Banat méridional en Serbie. Elle est inscrite sur la liste des monuments culturels de grande importance de la république de Serbie (identifiant no SK 1458).

## Présentation
Le village de Dobrica est situé juste au nord de la Deliblatska peščara, une région sablonneuse du nord de la Serbie.
L'église de la Transfiguration a été construite en 1802 et consacrée en 1806 ; elle est constituée d'une nef unique, avec un clocher dominant la façade occidentale et des motifs classicisants.
L'intérêt majeur de l'église est son iconostase du XIXe siècle ; elle a été peinte par Konstantin Danil de 1852 à 1855. Les fresques qui ornent les murs et les voûtes sont dues à Lazar Nikolić et Marko Zavišić,.